# Utricia Ogle
Utricia Ogle (Utrecht, gedoopt 10 februari 1611 - Hamburg, 1674) was een Nederlands zangeres. Zij bewoog zich in de entourage van de Stuarts in Den Haag en musiceerde met Constantijn Huygens. Hij droeg in 1647 Pathodia sacra et profana aan haar op.

## Biografie
Ogle was een dochter van John Ogley, een Engels ridder en sinds 1605 kolonel van het Staatse leger. Haar voornaam 'Utricia' heeft direct verband met de aanstelling van haar vader door prins Maurits als gouverneur van het gewest Utrecht in 1610. Dit gebeurde na de wetsverzetting aldaar tijdens het Twaalfjarige Bestand. Op zijn verzoek werd haar naam bij haar doopplechtigheid bedacht door de uitgenodigde Staten van Utrecht.
Rond 1625 woonde ze enige tijd in Parijs. Volgens Constantijn Huygens kreeg ze daar muziekles van de musicus en danser Jacques Champion de Chambonnières. Dit was ook het jaar dat haar vader haar naar Engeland liet komen. Ze bleef hier tot het begin van 1642 en keerde toen terug naar de Nederlanden.
Zij ontmoet Constantijn Huygens voor het eerst als hij in 1642 een bezoek aan Nederland begeleidt van Henriette Maria, de vrouw van koning Karel I van Engeland, waar Utricia een van de hofdames is. De bewondering van Huygens voor Ogle en haar zangkunst van is te lezen uit de vele versregels die hij aan haar heeft gewijd.
Ook maakt hij nieuwe arrangementen op de klavier voor de liederen die zij zingt. Als Constantijn haar hoort zingen in zijn tuin op zijn buiten, Hofwijck, zegt hij dat zij zingt als een nachtegaal.
Onder meer dichtte hij in augustus 1642 over haar "In ’t einde zeg ik: Ogeltje, Gij toverende vogeltje." Uit andere geschriften wordt echter niet altijd duidelijk of zij bedoeld is of haar zus. Zij, Trajectina, was eveneens muzikaal en werd naar de Romeinse naam van de stad vernoemd.
Op 18 december 1645 huwde Utricia met de militair Sir William Swann in de Engelse kerk. Na hun huwelijk hielden ze contact met Huygens. Ook haar man musiceerde en ze voerden graag composities uit die door Huygens waren geschreven. Het werk Pathodia sacra et profana droeg Huygens in 1647 aan haar op. Uit bijgaande correspondentie blijkt dat Huygens en zij ook samen musiceerden. Volgens Abraham Jacob van der Aa in zijn Biographisch Woordenboek der Nederlanden muntte zij als zangeres uit.
Terwijl ze in het huis van Huygens in Den Haag zong, maakte ze indruk op het publiek waar zich op dat moment ook Elizabeth Stuart onder bevond. Het is niet duidelijk of zij en haar man tot de hofhouding van de Stuarts behoorde. In een brief uit 1654 omschreef Elizabeth Stuart haar niettemin als my fiddler (mijn vioolspeler).
Haar man was sinds 1661 in Hamburg gevestigd als zaakgelastigde. Utricia Ogle overleed hier in 1674. Voor zover bekend bleef het paar kinderloos. Uit haar testament van 1668 komt haar tantezegger en petekind Utricia Avery naar voren als enige erfgenaam.
- Biografisch Portaal: 51844372
- Gemeinsame Normdatei: 1173369260
- International Standard Name Identifier: 0000 0003 9622 7498
- Nederlandse Thesaurus van Auteursnamen: 070027587
- Virtual International Authority File: 291144259
- WorldCat: E39PBJv8HFqRjPpJrdtbTD6HYP